# Rolf Spring
Walter Rolf Spring (ur. 19 marca 1917 w Zurychu, zm. w 2005 tamże) – szwajcarski wioślarz i nauczyciel, srebrny medalista olimpijski.
Wystartował na igrzyskach olimpijskich w Berlinie w 1936 roku, gdzie Szwajcarzy w składzie: Hermann Betschart, Hans Homberger, Alex Homberger, Karl Schmid i Rolf Spring (sternik) zdobyli srebrny medal w czwórkach ze sternikiem. W wyścigu finałowym o 8,1 sekundy przegrali z reprezentantami III Rzeszy, a o 9 sekund wyprzedzili Francuzów. Na tej samej imprezie wystartował również w ósemkach, gdzie w wyścigu finałowym Szwajcaria zajęła ostatnie, szóste miejsce. Ponadto w dwójkach ze sternikiem był piąty.
Z zawodu Spring był nauczycielem wychowania fizycznego.